# Newquay
Newquay es un pueblo, parroquia, estación turística costera y puerto ubicado en la costa atlántica norte de Cornualles, Inglaterra. De acuerdo con el censo de 2021, tenía una población de 23 600 habitantes.

## Surf
Situada en el extremo occidental de Inglaterra, Cornualles es un paraíso surfista y Newquay, su capital, pues es el corazón de la escena surfera del Reino Unido.